# Киоваріґу
Ки́оваріґу (ест. Kõovarigu lump) — природне озеро в Естонії, у волості Вастселійна повіту Вирумаа.

## Розташування
Киоваріґу належить до Чудського суббасейну Східноестонського басейну.
Озеро лежить між селами Кааґу та Кюлаору.

## Опис
Загальна площа озера становить 2,1 га, площа водної поверхні — 2,0 га, площа острівця на озері — 0,1 га. Довжина берегової лінії — 1 043 м.